# Bitva u Abúkíru
Bitva u Abúkíru (francouzsky Bataille d'Aboukir, anglicky Battle of Aboukir Bay), známa také jako bitva na Nilu (Battle of the Nile) proběhla ve dnech 1. až 2. srpna 1798 při ústí Nilu do Středozemního moře poblíž města Abúkír. Protivníky byla flota francouzská, které velel viceadmirál François-Paul Brueys d'Aigalliers a flota Velké Británie, pod velením kontradmirála Horatio Nelsona. V anglické a americké historiografii je bitva známa pod názvem „Battle of the Nile“ (bitva na Nilu). Často je k názvu bitvy přidáváno adjektivum „námořní“. To proto, že na pobřeží o rok později (25. července 1799) došlo k pozemní bitvě u Abúkíru, v které drtivě zvítězil Napoleon Bonaparte nad tureckým vojskem.

## Úvod
Po slavném italském tažení završeném podepsáním campoformijského míru (17. října 1797) byl generál Bonaparte bezmezně obdivován a slaven celou Francií. Pro direktorium se stala jeho popularita, spojená s jeho schopnostmi nebezpečnou. Válka s Velkou Británií pokračovala. Bylo však jasné, že síly revolucí oslabeného námořnictva nejsou dostatečné k úspěšné invazi na britské ostrovy. Proto direktorium přijalo urychleně za svůj Bonapartův návrh, zaměřený na oslabení Velké Británie nepřímo, ohrožením jejího zámořského obchodu. Principem plánu bylo vylodění francouzské armády v Egyptě, dobytí Sýrie a pobřeží Rudého moře a eventuální výpad do Indie. Cíl byl lákavý, zvláště, když direktorium se tím zbavovalo nebezpečného populárního konkurenta v boji o moc. Armáda 36 000 mužů (a 300 žen) se nalodila tajně v 5 přístavech na více než 250 válečných, dopravních, nákladních lodí i šalup a zamířila pod ochranou válečné floty vedené viceadmirálem Francois-Paul Brueysem d'Aigalliers napříč Středozemním mořem. Úkoly postavené před viceadmirála Bueyse byly:
1. zařídit úspěšný transport vojska Středozemním mořem a podpořit dobytí Malty,
2. provést úspěšné a hladké vylodění vojska v Egyptě,
3. provést hladký návrat floty do bezpečných přístavů – tedy přístavů francouzských a italských, eventuálně do La Valletty či nejspíše na Korfu (jen 800 námořních mil od Alexandrie).

Cíle se podařilo utajit a zmást anglickou špionáž, takže britská admiralita byla přesvědčena, že výprava je určena k dobytí Gibraltaru, vylodění v Portugalsku či invazi do Irska. Admirál Jarvis, blokující se silnou eskadrou Gibraltarskou úžinu však přesto vyslal kontradmirála Horatio Nelsona do Středozemního moře, aby po francouzské flotě pátral. Ta 18. května 1798 vyplula z Toulonu a dalších 4 přístavů, po cestě dobyla Maltu (13. června 1798) a úspěšně vojsko 1. července 1798 vylodila poblíže Alexandrie. Tím byly 2 ze 3 úkolů viceadmirála velícímu válečné flotě splněny. Po vylodění měl admirál zařídit návrat floty. Z dodnes nevysvětlených důvodů tak neučinil a zakotvil v abúkírské zátoce, asi 23 km severozápadně od Alexandrie. Důvodem mohl být nedostatek zásob na zpáteční cestu, snad i dohoda s Bonapartem (který to však trvale popíral), falešný pocit bezpečí či onemocnění viceadmirála průjmovitým horečnatým onemocněním a tedy jeho indispozice. Po 73 dnech marného pátrání po Francouzích a křižování celým Středozemním mořem celou Brueysovu flotu pokojně kotvící tak spatřil 1. srpna 1798 kolem 14. hodiny kontradmirál Nelson v čele své válečné floty.

## Bitva

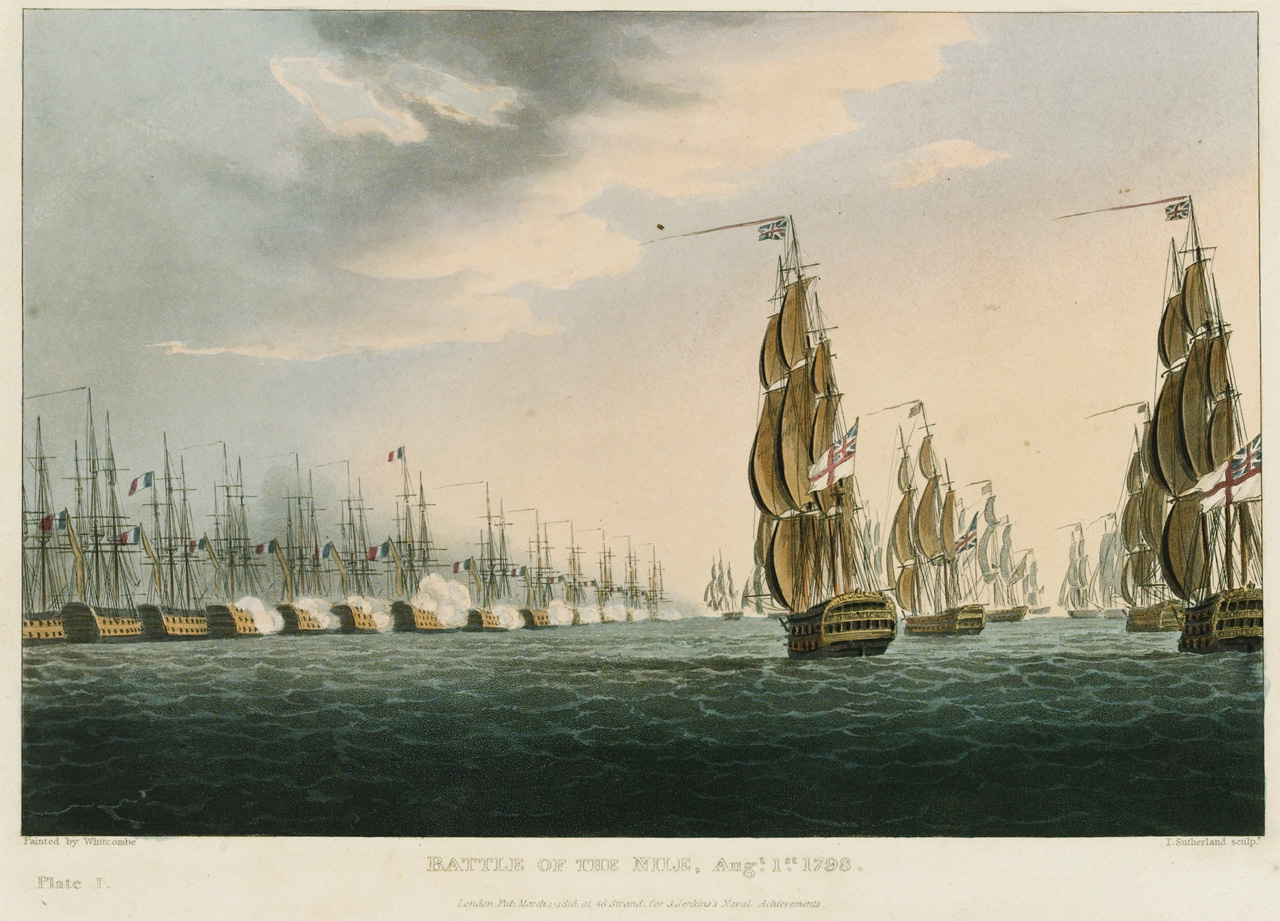
Bitva na Nilu, Thomas Whitcombe

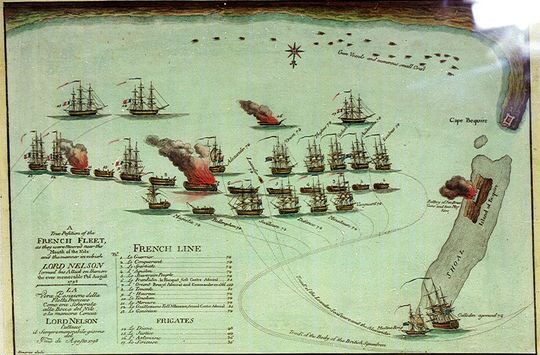
Mapa pozice a pohybu lodí během bitvy u Abúkíru – dobová malba, Robert Dodd

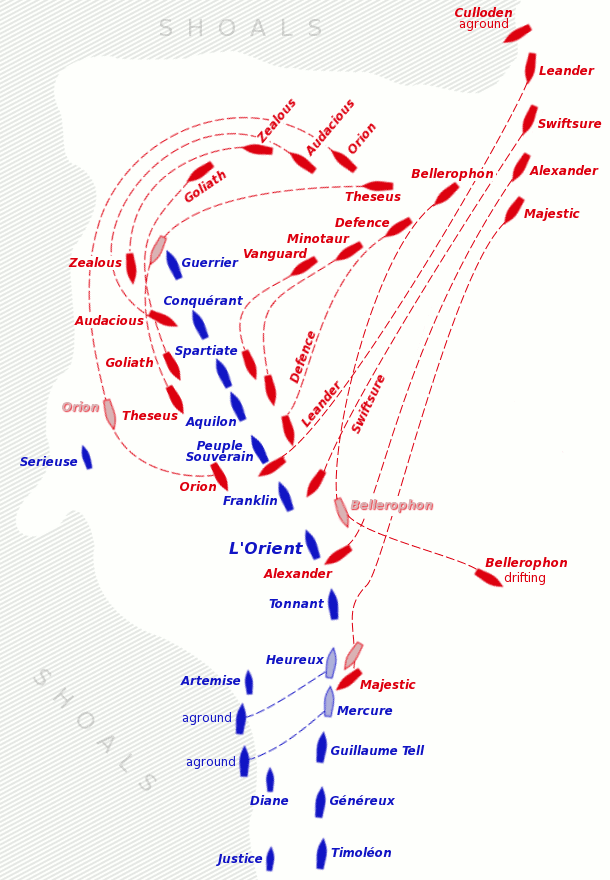
Mapa pozice a pohybu lodí během bitvy u Abúkíru

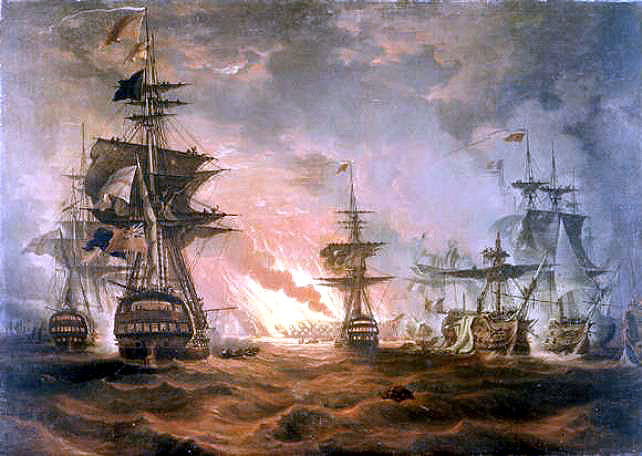
Thomas Luny: Námořní bitva u Abúkíru

Zdánlivě byly síly obou protivníků vyrovnané, v počtu děl pak byla převaha na straně Francouzů (1233:1028). Zcela nesouměřitelná však byla kvalita posádek, jejich námořní výcvik, bojová zkušenost, kvalita důstojnického sboru a strategické i taktické myšlení velitelů. Francouzské námořnictvo, před revolucí zcela rovnocenné anglickému, bylo v průběhu revoluce zcela ochromeno, nejen emigrací či popravami převážně monarchistických důstojníků, ale i úmyslným podfinancováním revolučními vládami, neboť bylo považováno za semeniště roajalistů. Teprve po pádu Robespierra (1794) a nástupem ministra námořnictva admirála Trugueta roku 1795 se situace začala měnit. Flota aboukirská tak nesla nutně následky revolučního rozvratu. Konstrukce lodí byla zastaralá – ze 13 řadových lodí byly jen 4 moderní (spuštěny na vodu po roce 1794) a jedna byla stará 45 let, posádky narychlo najaté ve všech koutech Francie a Itálie byly nevycvičené, v boji nezkušené. Většina z posádek nebyla nikdy v boji. Dělostřelci prodělávali začátky výcviku a frekvence i cílení palby bylo zcela nedostatečné, vzájemná koordinace činnosti lodí vázla. Viceadmirál Brueys zaujal chybné postavení, když kotvil levobokem při břehu, a přijal pasivní způsob boje – lodě zůstaly na kotvách, čímž ztratily možnost manévrování. Zdroje vyčítající mu tuto kardinální chybu však pominuly, že na poradě před bitvou byli přítomni 4 velitelé a jen jeden se vehementně zasazoval o ofenzivní vedení boje (Blanquet du Chayl). Lodě byly zakotveny na poměrně hluboké vodě, Brueys chybně předpokládal možnost útoku jen z pravoboku a tam též přemístil většinu děl. Kontradmirál Nelson však si bystře všiml, že je možno na prvních 5 řadových lodí útočit i z levoboku a dle toho upravil svou sestavu. Do levoboku Francouzů pronikly řadové lodě Goliath, Zealous, Audacious, Orion a Theseus. Zbytek anglické eskadry útočil z pravoboku. Prvních 5 řadových lodí Francouzů bylo tedy pod dvojí palbou a všechny se po boji vzdaly. Nelson si tak vytvořil na části bitevního pole silnou převahu, kterou využil (princip pozemní taktiky Napoleonovy) a zbytek pak likvidoval postupně. Bitva byla fakticky rozhodnuta kolem 22:30 hod. výbuchem skladiště munice na vlajkové a nejsilnější lodi L'Orient a následným jejím potopením. Zbylé lodě pak pod velením kontradmirála Villeneuve zvedly kotvy a snažily se uniknout, některé v nouzi najely na břeh. Bitva tak skončila naprostým vítězstvím britské eskadry.

### Francouzské síly
Řadové lodě:

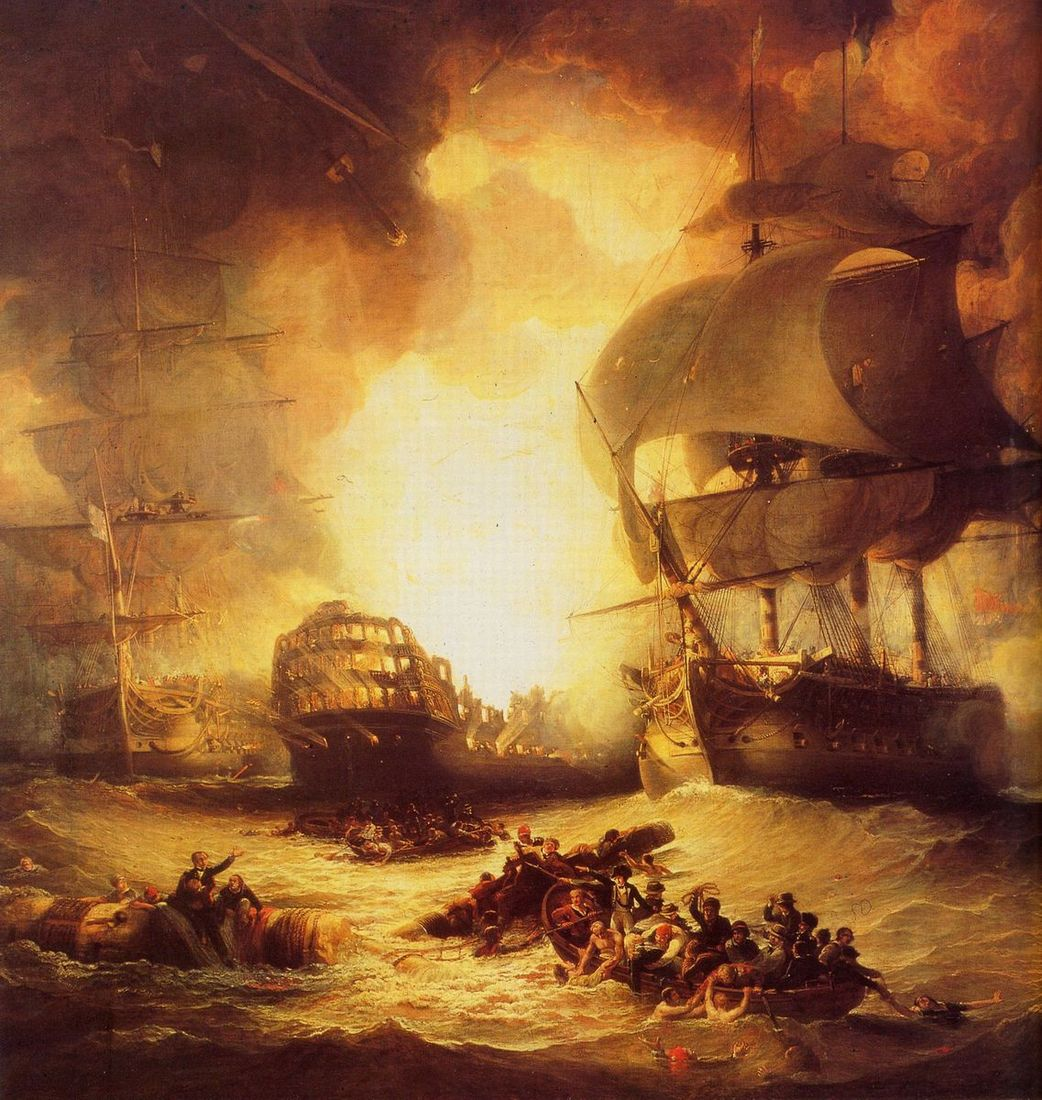
Explodující vlajková loď L'Orient, Arnald George

(Pořadí lodí Francouzů, tak jak stály zakotveny za sebou):
1. Le Guerrier (Válečník) – 74 děl, zařazena do služby 1753, výtlak 1500 tun, posádka 678 mužů, velitel. Kpt. Jean-Francois-Timothée Trullet senior – loď se po boji 2. srpna vzdala a 18. srpna jako neopravitelná potopena.
2. Le Conquerant (Vítězná) – 74 děl, zařazen do služby 1765, velitel Kpt. Dalbarade – loď se vzdala
3. Le Spartiate (Sparťan) – 74 děl, zařazena do služby 1797, velitel Kpt. Emeriau – loď se vzdala
4. L'Aquilon (Severák)- 74 děl, zařazena do služby 1789, velitel Kpt. Thevenard – loď se vzdala
5. Le Peuple Souverain (Svrchovaný lid) – 74 děl, zařazena do služby 1757, velitel Kpt. Raccord – loď se vzdala – původní jméno lodě Le Souverain (panovník), bylo za revoluce změněno na „nezávislý národ“
6. Le Franklin – 80 děl, zařazena do služby 1797, výtlak 1800 tun, posádka 840 mužů, velitel kpt. Gillet. Po těžkém boji se 2. srpna vzdala. Na jeho palubě byl zástupce velitele kontradmirál Armand–Simon-Marie Blanquet du Chayla (po smrti velitele převzal velení, ale neměl žádné spojení s ostatními jednotkami).
7. L'Orient (Východ) – 120 děl, nejsilnější loď celé bitvy – zařazen do služby 1791 – výtlak 2700 tun, posádka 1079 mužů, původní jméno Dauphin Royale, od r. 1792 Sans-Culotte a od r. 1795 L'Orient, velitel: Kpt. Casabianca senior. – vlajková loď floty – na jejím můstku zahynul viceadmirál Brueys po zásahu dělovou kulí, která mu utrhla obě nohy. Nakonec kolem 22:30 hořící loď vybuchla a potopila se. Předtím ale téměř zničila britskou řadovou loď Bellerophon.
8. Le Tonnant (Hromový) – 80 děl, zařazena do služby 1789, velitel Kpt. Aristide Aubert Dupetit-Thouars. Loď se stala nejslavnější lodí celé bitvy a její velitel je ctěn dodnes jako jeden z francouzských národních hrdinů. V těžkém boji byl kapitán několikrát raněn a po ztrátě krve ztrácel vědomí. Zakázal transport do podpalubí a odmítl složit velení. Aby jej posádka stále viděla na velitelském můstku nařídil, aby byl vsazen do sudu s otrubami a po tomto zajištění vertikální polohy nařídil, aby francouzská vlajka byla přibita na pahýl stěžně, čímž oddálil kapitulaci. Následkem zranění zemřel a posádka téměř zničené lodě se vzdala 3. srpna.
9. L'Heureux (Šťastný) – 74 děl, zařazen do služby 1782, velitel Kpt Etienne – loď najela na břeh a 3. srpna kapitulovala a 16. srpna jako neopravitelná potopena.
10. Le Timoléon (Timoleon) – 74 děl, zařazena do služby 1785, velitel Kpt Jean-Francois Timothée Trullet junior. – zachránila se najetím na mělčinu a evakuací posádky – 3. srpna vyhozena do povětří.
11. Le Mercure (Merkur) – 74 děl, zařazena do služby 1783, velitel Kpt. Cambon – po těžkém boji loď najela na břeh a 3. srpna zajata. Jako neopravitelná 18. srpna potopena.
12. Le Guillaume Tell (Vilém Tell) – 80 děl, zařazena do služby 1795 – velitel Kpt. Saulnier – na jeho palubě byl i kontradmirál Pierre-Charles-Jean-Baptiste-Sylvestre de Villeneuve, velící úniku z bitvy – tato řadová loď unikla z bitvy.
13. Le Genereux (šlechetný) – 74 děl, zařazen do služby 1785, velitel Kpt. Le Joille – loď v závěsu za předchozí unikla z bitvy.

Fregaty:
Zakotveny mimo linii, blíže pobřeží. Byly 4, z toho dvě unikly z bitvy (Justice – 44 děl – výtlak 720 tun a Diane – 38 děl – výtlak 750 tun), za vedoucími řadovými loděmi, dvě ale byly potopeny (Serieuse a Artemise).
Brigy: 
Byly 4 a z nich 3 unikly z bitvy (Alerte, Railleur a Salamine), nejslabší Hercule se 7 děly byla zajata.

### Britské síly
Řadové lodě:

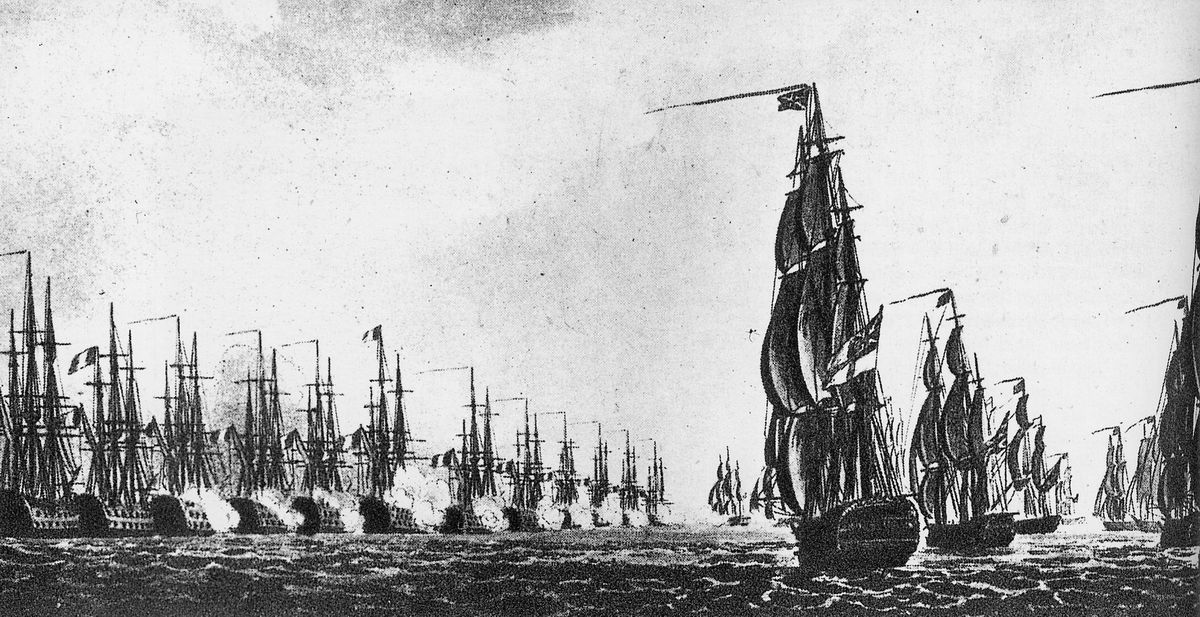
Britské lodě útočí na zakotvenou francouzskou flotu, Thomas Whitcombe

1. Vanguard – 74 děl – velitel Kpt. Berry – vlajková loď kontradmirála Horatio Nelsona
2. Alexander – 74 děl – Kpt. Ball
3. Audacious – 74 děl – Kpt.Gould
4. Bellerophon – 74děl – Kpt. Darby – těžce poškozena
5. Culloden – 74 děl – Kpt. Troubridge – najela na mělčinu
6. Defence – 74 děl – Kpt. Peyton
7. Goliath – 74 děl – Kpt. Foley
8. Majestic – 74 děl – Kpt. Westcott – velitel padl
9. Minotaur – 74 děl – Kpt. Louis
10. Orion – 74 děl – Kpt. Saumarez
11. Swiftsure – 74 děl – Kpt. Hallowell
12. Theseus – 74 děl – Kpt. Miller
13. Zealous – 74 děl – Kpt. Samuel Hood
14. Leander – 50 děl – Kpt. Thomas Boulden Thompson

Briga Mutine pod velením por. Hardyho s 16 děly se boje neúčastnila a asistovala při obtížích Cullodenu.

## Závěr

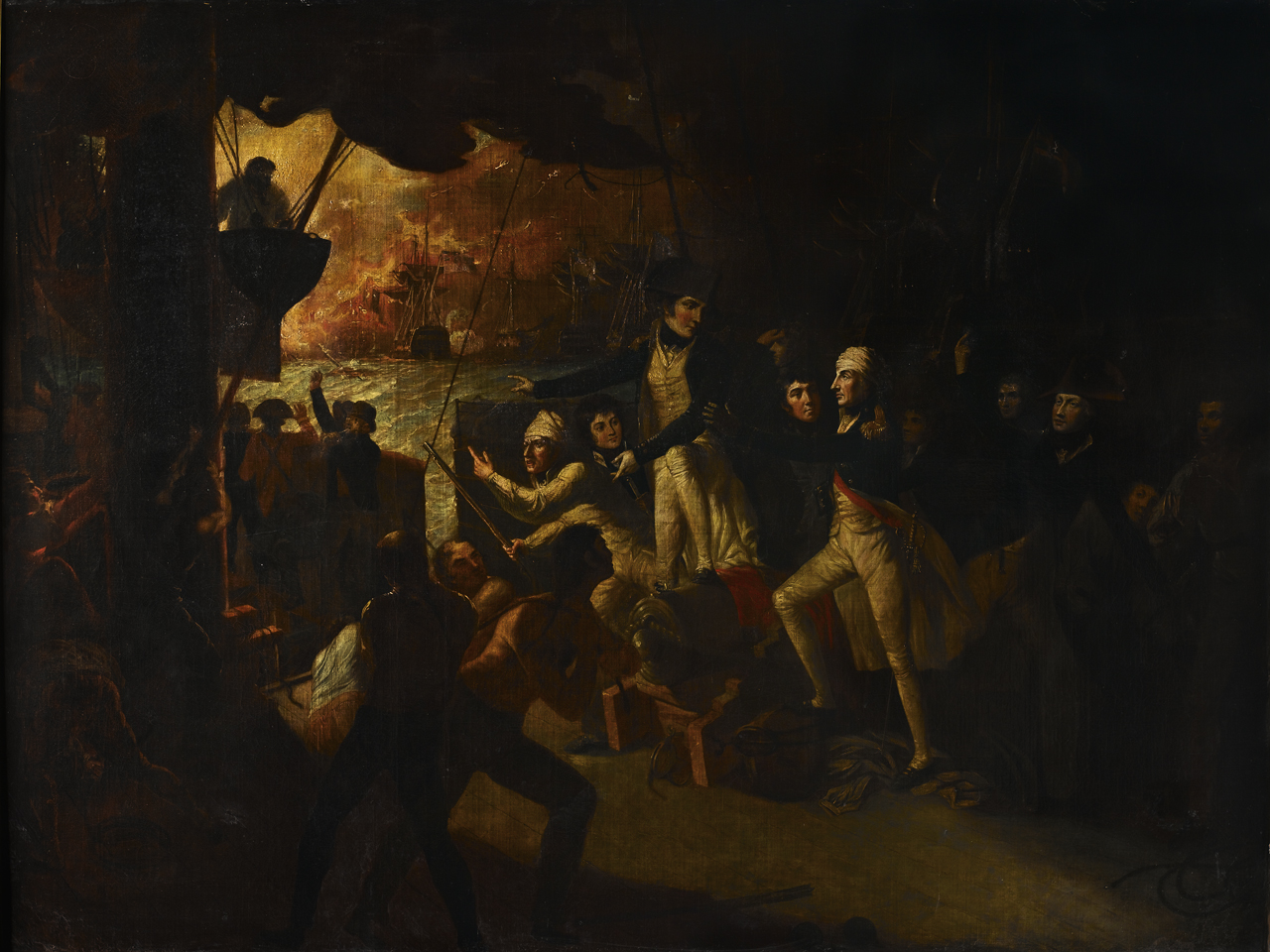
Nelson přichází na palubu v bitvě u Abúkíru (v pozadí hořící L'Orient), autor Daniel Orme

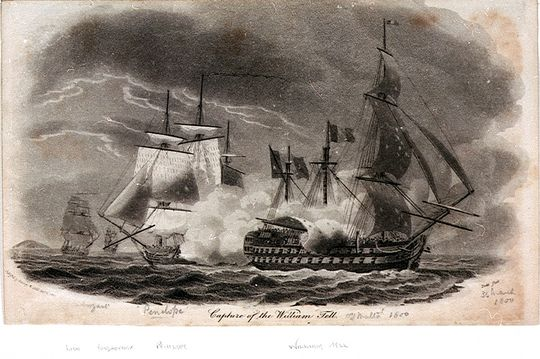
Zajetí lodi Le Guillaume Tell 9. října 1800, autor Robert Dodd

V boji se projevila převaha anglického námořnictva ve všech parametrech. V bitvě Britové zaznamenali 218 mrtvých a 677 zraněných. Mnohem horší byla bilance Francouzů: 1700 mrtvých, 600 zraněných a 3000 zajatých (ti byli propuštěni na čestné slovo). Výsledek bitvy znamenal, že na čas opanovali Britové i vody Středozemí, ale spojenectvím Francie se Španělskem se síly ve Středozemním moři brzy vyrovnaly. Bonapartovo vojsko bylo bez snadného spojení s Francií, ale brzy reformami v Egyptě se vojsko stalo soběstačné. Posílením pozic ve Středozemním moři a tedy i v Levantě se podařilo Britům zpevnit obranu měst na pobřeží (Jaffa a Saint Jean d'Acre), čímž způsobili krach syrského tažení a tedy i plánů Napoleona na proniknutí dále na východ. Katastrofa u Abúkíru byla jakousi předehrou další rozhodující námořní bitvy. Poučení o moderní námořní strategii a ofenzivním pojetí bojů si z bitvy u Abúkíru kontradmirál Villeneuve sice odnesl, ale nedostatečný výcvik a souhra spojené španělsko-francouzské floty mu neumožnila zaujmout jinou než pasivní kýlovou formaci v bitvě u Trafalgaru (21. října 1805), kde spojenému loďstvu velel a opět podlehl lordu Nelsonovi. Tím byla definitivně zlomena námořní moc Francie a Velká Británie si zajistila na dalších sto let neomezenou vládu na moři.